# 千鳥屋
千鳥屋（ちどりや）は、福岡県飯塚市を拠点に展開していた和菓子店、および和菓子店から発展した製菓業者グループが用いる和菓子店の屋号。

## 「千鳥屋」の歴史

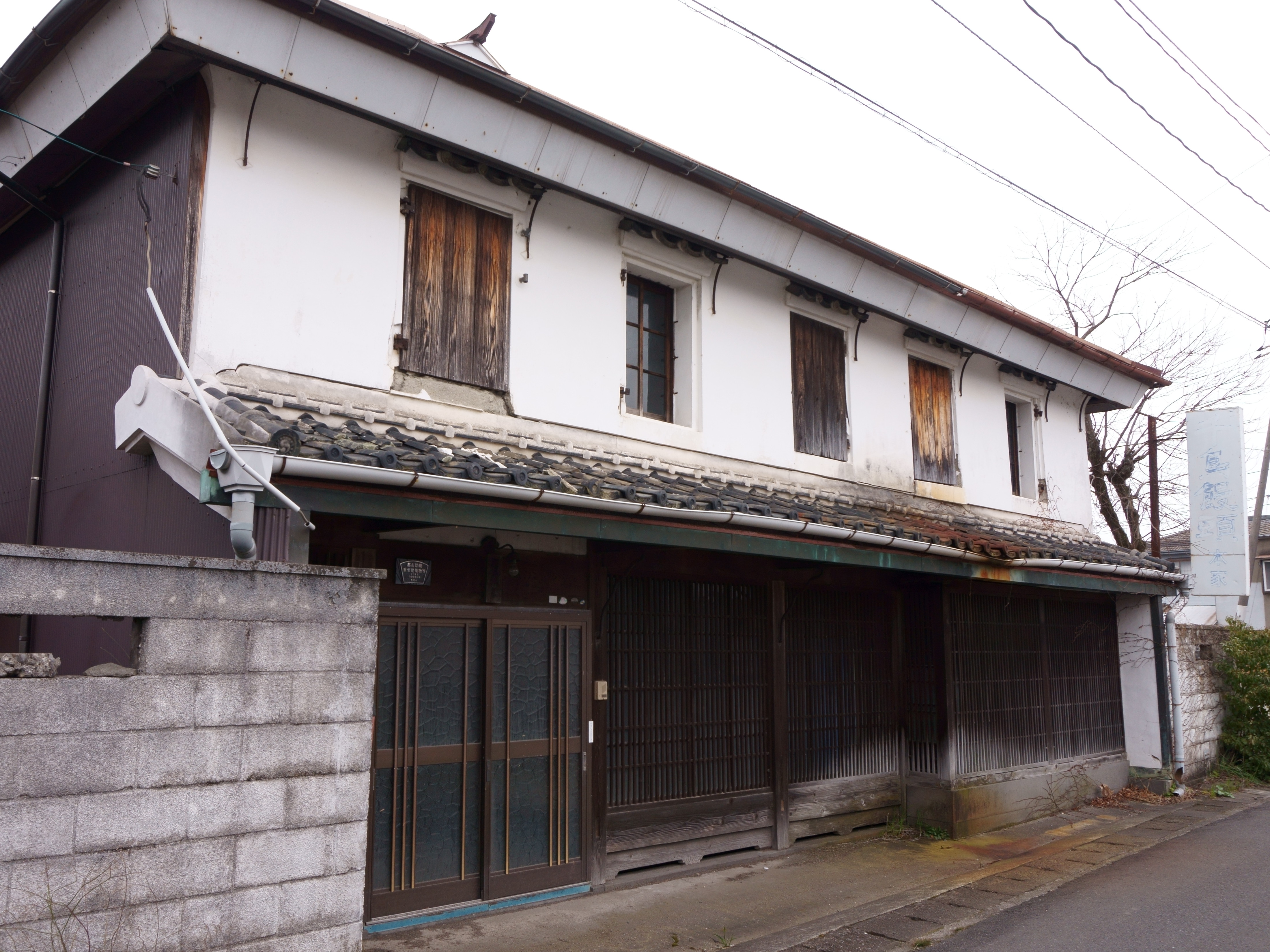
佐賀県佐賀市久保田町にある千鳥屋原田邸

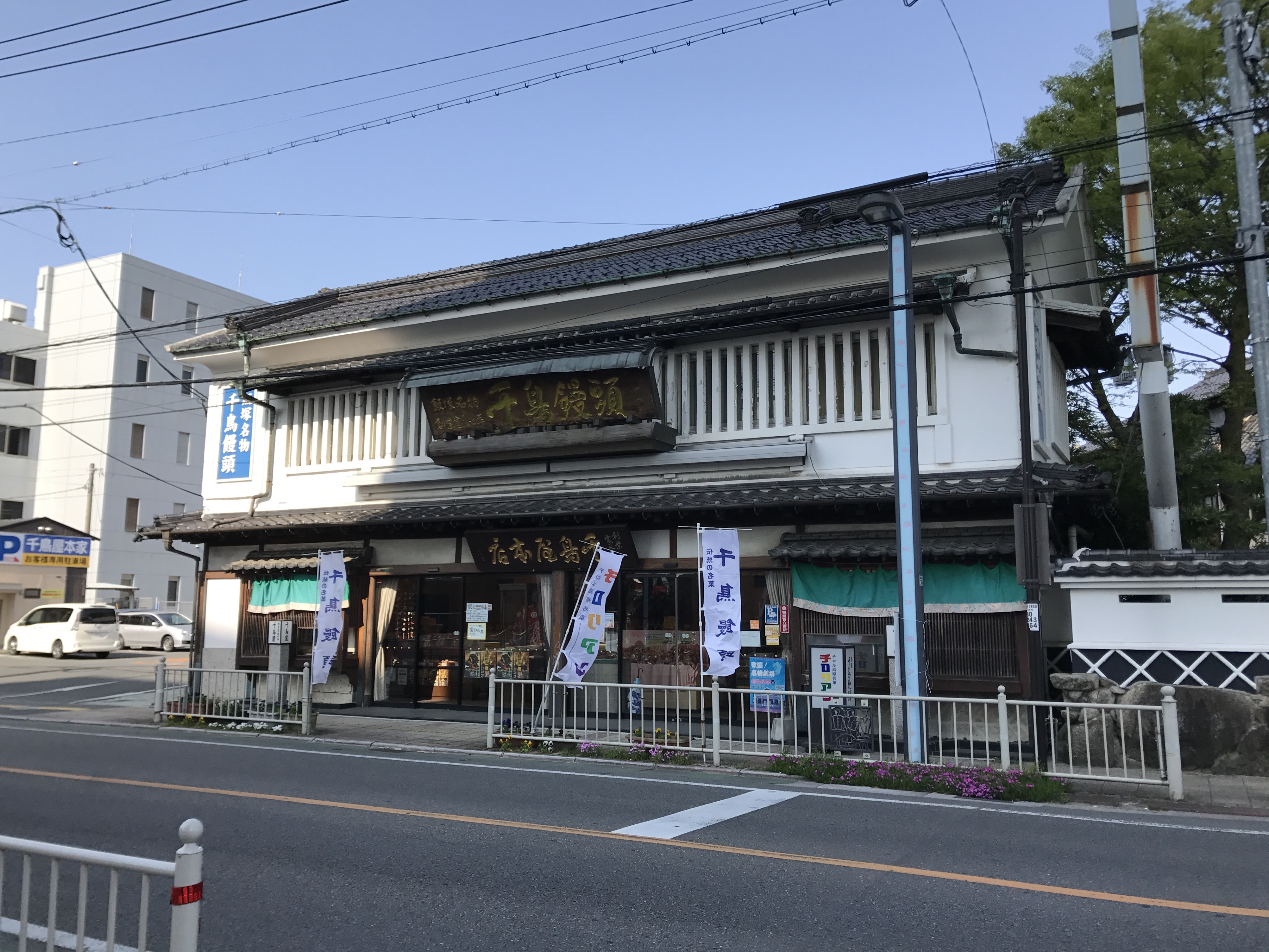
福岡県飯塚市にある千鳥屋飯塚本店の建物（現在は解体）

九州北部を支配していた龍造寺氏の家臣であった原田家は、最後の龍造寺氏当主となった龍造寺政家の隠居に付き従って1590年（天正18年）に太俣郷（現在の佐賀県佐賀市久保田町）に移住し、生計を立てるための内職として酒饅頭などを作り始める。1630年（寛永7年）に「松月堂」の屋号で和菓子店を創業し、丸ボーロ・カステラなどの菓子製作を本格的に始める。
1927年（昭和2年）に原田政雄が、福岡県嘉穂郡飯塚町（現在の飯塚市）の中央市場（現在の永楽通商店街）に松月堂の支店として「千鳥屋」を開き、飯塚進出にあわせて考案された「千鳥饅頭」は筑豊炭田の労働者らの土産物などとして受け入れられた。1939年（昭和14年）には松月堂を閉じ、千鳥屋を「千鳥屋飯塚本店」とした。太平洋戦争中の1945年（昭和20年）に強制疎開で飯塚本店が壊されたため、飯塚川の対岸へと移転。戦後の1949年（昭和24年）に福岡市の新天町商店街に「福岡支店」を出店した。

## 複数の「千鳥屋」
1954年（昭和29年）に原田政雄が死去すると、経営は妻の原田ツユへと継承される。ツユは息子たちを経営に抜擢し、次男・原田光博が1962年（昭和37年）に後に代表銘菓となる「チロリアン」を考案し、1964年（昭和39年）に開店した東京千鳥屋を長男・原田良康に、1973年（昭和48年）に開店した大阪千鳥屋を三男・原田太七郎に担当させた。光博は1963年（昭和38年）から菓子作り修行のためにドイツを訪れたのちに別会社を創業しており、千鳥屋飯塚本店の経営はツユの五男・原田利一郎へと引き継がれた。
兄弟たちはそれぞれを会社をベースとして独立し、2019年（平成30年）時点で「千鳥屋」の屋号で店舗を運営する企業として、法人設立順に以下の4社が存在していた。「千鳥屋」の表示などは4社の共通商標としている。「千鳥饅頭」のブランドイメージに関して4社で大きな違いはないが、取り扱っている商品のラインアップについては、各社でそれぞれ違いがみられる。また、商品のパッケージ・商品内容・味・原材料についても、違いがみられる。なお、4社のうち千鳥屋総本家は神戸市に本社を置くジーライオングループ傘下となり、原田家は経営権を失っている。

### 千鳥屋本家
株式会社千鳥屋本家は原田つゆの五男・原田利一郎が本家を継承し1986年に創業した会社で、福岡県飯塚市に本社を置き、福岡市中央区天神2丁目に「新天町福岡本店」を置く。店舗展開は福岡市周辺、北九州市周辺、飯塚市、久留米市、福津市、山口県下関市などを中心に行われている。

### 千鳥屋宗家
株式会社千鳥屋宗家は原田つゆの三男・原田太七郎が1973年に大阪で創業した会社で、関西地区での店舗展開を行っている。兵庫県西宮市に本社を、大阪市中央区に本店を置く。他の3社にはない「みたらし小餅」など、大阪に根付いた独自商品の割合が高い。また、"千鳥饅頭"は「本千鳥饅頭」という商品名で、"チロリアン"は他の千鳥屋系他社と異なり、高級版の「プレミアムチロリアン」のみを販売している。店舗展開は兵庫県、大阪府、京都府、奈良県、和歌山県の5府県にて展開されている。

### 千鳥屋総本家

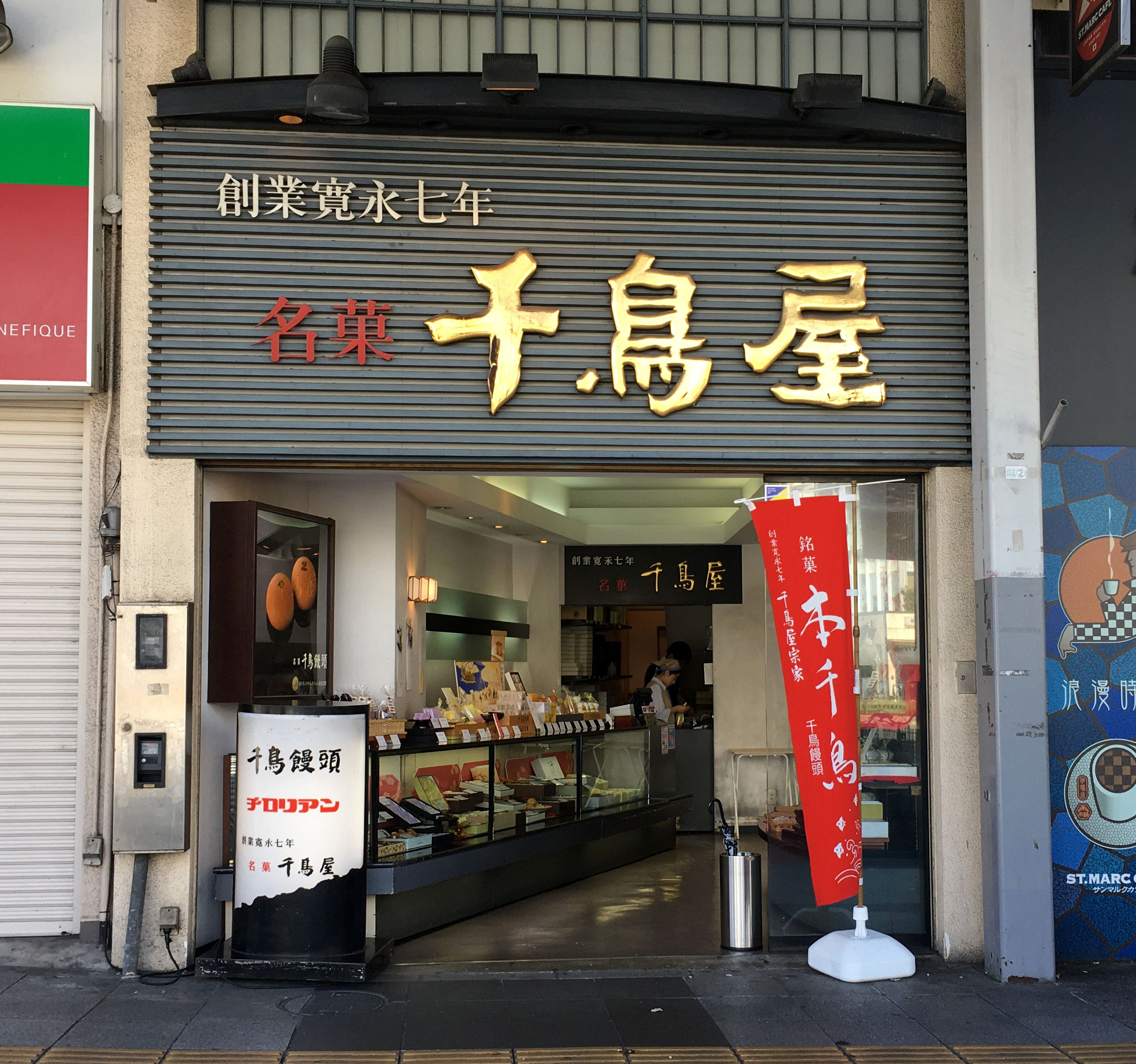
巣鴨店

千鳥屋総本家株式会社は原田つゆの長男・原田良康が1964年に東京に進出して創業した会社で、東京を中心に事業を行っていたが、2016年5月16日、東京地裁に民事再生法の適用を申請。別会社に事業を譲渡し、当社はTB管理株式会社へ商号変更したのち清算された。良康は破産手続を行ない、妻の万紗子（島村速雄の孫、立花寛治の曾孫）とともに、つゆが別荘として使っていた糸島に転居し、マーマレードなどの販売をしている。

### 千鳥饅頭総本舗
株式会社千鳥饅頭総本舗は原田つゆの次男・原田光博が1997年に千鳥屋ファクトリーの名で創業した会社でのちに社名変更した。福岡県福岡市博多区に本社・本店を置き、糟屋郡新宮町に工場兼旗艦店の「セントラル店」を置く。店舗展開は福岡市周辺、久留米市、春日市、大牟田市、八女市、佐賀県唐津市、沖縄県那覇市などを中心に行われている。

## 訴訟騒動
一時代を築いた原田ツユは生前から組織再編を進めていたが、1995年に亡くなるとツユの子供たちの間で不動産資産をめぐる争いが勃発し、裁判に発展した。ツユの二男・光博が2008年に亡くなると、息子とともに千鳥饅頭総本舗を受け継ぎ会長となっていた光博の妻・ウルズラが複数の一族が共有する中洲の店舗不動産をめぐり、光博の兄弟たちを提訴していることが報じられた。同物件は2015年に売却金額を不動産の持ち分で分けるという換価競売にかけられた。
2016年に千鳥屋宗家が千鳥饅頭総本舗を相手取り、近畿圏での販売差し止めと損害賠償1千万円を求めて大阪地裁に提訴した。これは、千鳥饅頭総本舗が2011年より近畿地方で「千鳥屋宗家」が扱う菓子と同様の商品を安い価格で販売し、「千鳥屋宗家」では行なっていない量り売りをしたことから、それぞれの地域外で競合を避けるという兄弟の合意に反しているうえ、長年築いた高級菓子のイメージが壊されたとして、千鳥屋宗家が訴えたものであったが、「互いの事業に口出ししないと兄弟間で合意したにすぎず、販売地域の競合を避ける合意がなされたとは認められない」として大阪地裁は2018年にその訴えを退けた。2017年には千鳥屋宗家が千鳥饅頭総本舗に対して「千鳥屋」などの商標登録の無効審判請求を起こしたが、裁判所は、遺産相続に端を発する兄弟による私的な問題であり、商標登録に違法性はないとして却下した。
また、代表銘菓の名称「チロリアン」はツユの息子4人の連名で商標登録され、廃業した千鳥屋総本家以外の3社で販売が続けられていたが、2010年代後半から千鳥饅頭総本舗が他2社に対して「チロリアン」の名称の使用停止を求めるようになる。（詳細はチロリアン#商標権についてを参照）

## 沿革
- 1590年（天正18年） - 原田家が肥前国佐賀郡久保田町に移住、酒饅頭などを作り始める[1][2]。
- 1630年（寛永7年） - 久保田町で「松月堂」の屋号で和菓子店を創業[1][2]。
- 1927年（昭和2年） - 福岡県嘉穂郡飯塚町（現在の飯塚市）に松月堂の支店として「千鳥屋」を開店[1][2]。「千鳥饅頭」を発売[3]。
- 1939年（昭和14年） - 松月堂を閉店。飯塚の千鳥屋を「千鳥屋飯塚本店」とする[2]。
- 1945年（昭和20年） - 太平洋戦争の強制疎開により、飯塚川の対岸に店舗を移転[1]。
- 1949年（昭和24年）- 福岡県福岡市に「福岡支店」を開店[1][2]。
- 1962年（昭和37年） - 「チロリアン」を発売[1][2]。
- 1964年（昭和39年） - 東京都豊島区に「東京千鳥屋」を開店[1][2]。
- 1973年（昭和48年） - 兵庫県尼崎市に「大阪千鳥屋」を開店[1][2]。
- 1986年（昭和61年） - 原田利一郎が「千鳥屋本家」を設立。原田太七郎が大阪千鳥屋を「千鳥屋宗家」として独立。
- 1992年（平成4年） - 原田良康が東京千鳥屋を「千鳥屋総本家」として独立。
- 1997年（平成9年） - 原田光博が「千鳥屋ファクトリー」を設立。後に「千鳥饅頭総本舗」に社名変更。

以降の系列各社の沿革は、各社の記事を参照。

## 主な菓子

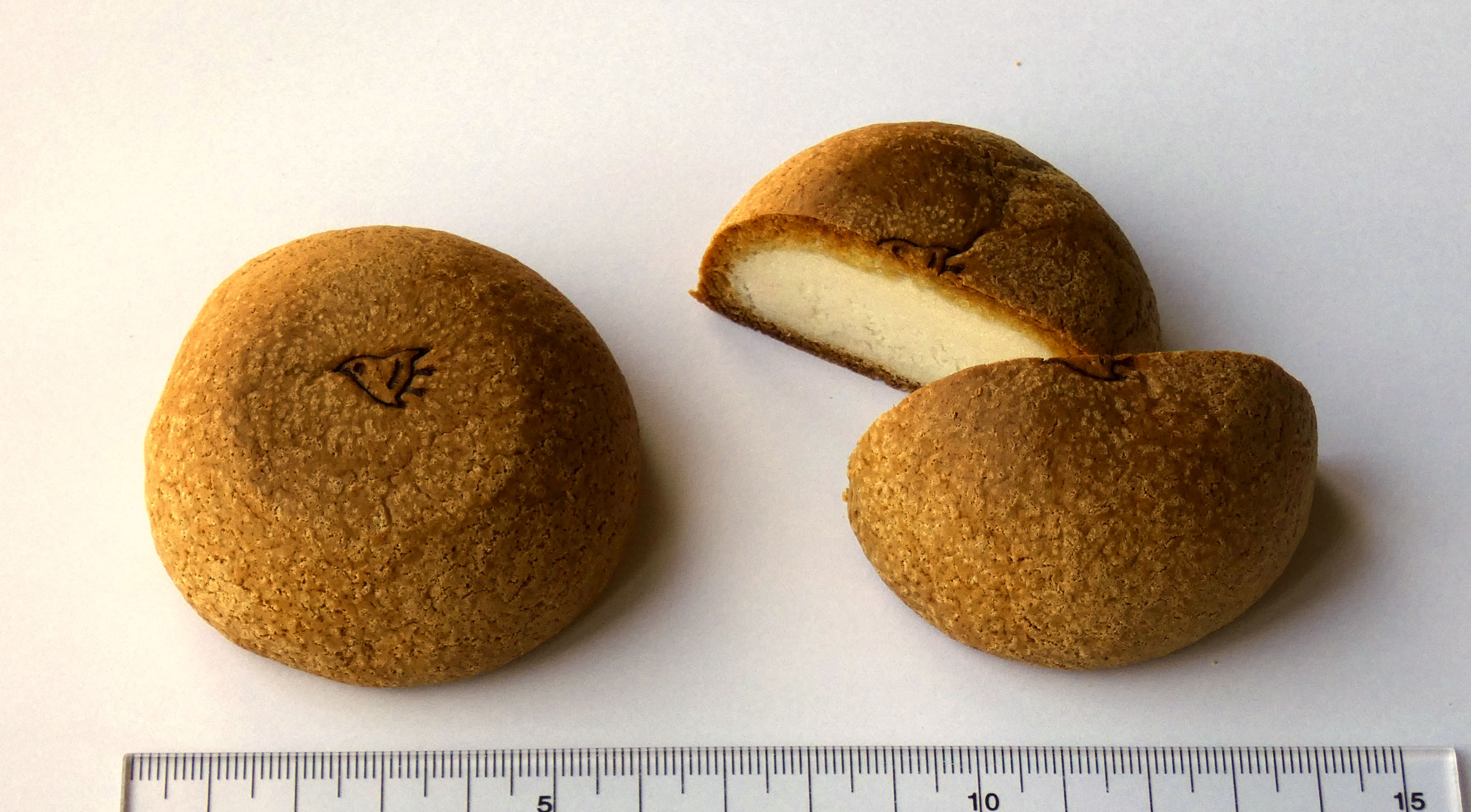
千鳥饅頭
1927年（昭和2年）の飯塚出店に際して考案された菓子。カステラ生地を黄金色に焼いた丸ボーロの中に、北海道産のインゲンマメとザラメで作った白餡が包まれ、饅頭の表面に千鳥の焼印が押されている。
千鳥屋から製法を継承した千鳥饅頭総本舗は、現在では通常の3 - 15個分のサイズの「慶弔用特大饅頭」や、福岡市内を中心とした大手企業の挨拶用に焼印に変更した特注品、季節限定の桜あんや福岡空港限定の「空飛ぶ千鳥饅頭」などの特別商品も販売する。千鳥屋宗家は「本千鳥饅頭」の名称で販売している。

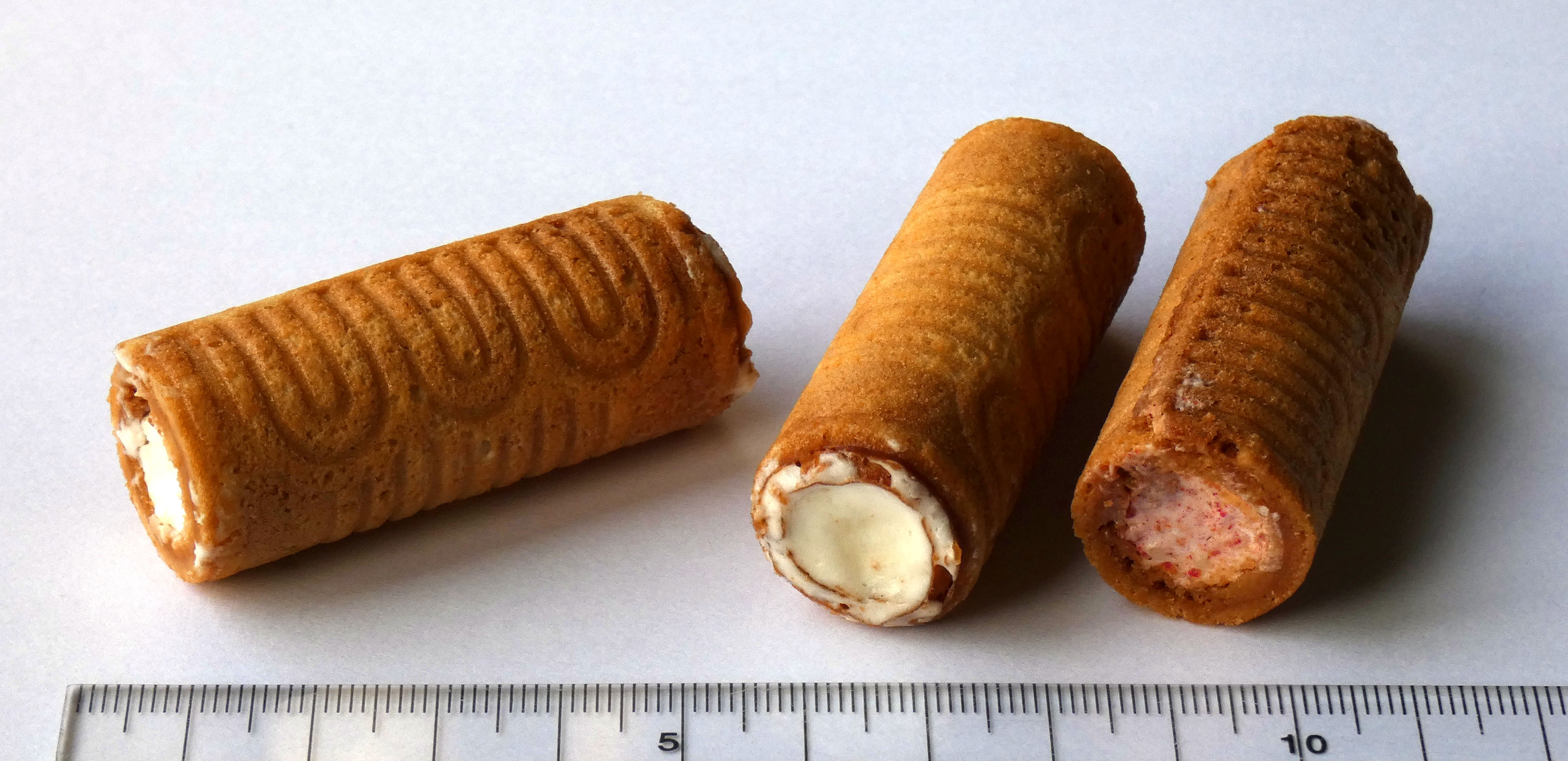
チロリアン
1962年（昭和37年）に新商品として考案された菓子で、ミルクとバターを使用したロールクッキーにクリームを詰めたものである。